# Nagyon vadon 3.
A Nagyon vadon 3. (eredeti cím: Open Season 3) egész estés amerikai 3D-s számítógépes animációs film, amely a Nagyon vadon-filmek 3. része. A forgatóükönyvet írta David I. Stern, rendezte Cody Cameron, a zenéjét szerezte Jeff Cardoni, készítette a Sony Pictures Animation.
Amerikában 2011. január 25-én mutatták be. Magyarországon 2011. január 26-án DVD-n adták ki.

## Szereposztás
| Szereplő               | Eredeti hang         | Magyar hang         | Fajta        |
| ---------------------- | -------------------- | ------------------- | ------------ |
| Boog                   | Matthew J. Munn      | Kálloy Molnár Péter | medve        |
| Doug                   | Matthew J. Munn      | Kálid Artúr         | medve        |
| Ursa                   | Melissa Sturm        | Bertalan Ágnes      | medve        |
| Gizella                | Melissa Sturm        | Gubás Gabi          | szarvas      |
| Elliot                 | Matthew W. Taylor    | Csőre Gábor         | szarvas      |
| Ian                    | Matthew W. Taylor    | Vass Gábor          | szarvas      |
| Reilly                 | Matthew W. Taylor    | Háda János          | hód          |
| Haver                  | Matthew W. Taylor    | Kossuth Gábor       | urzon        |
| Deni                   | Matthew W. Taylor    | Nagy Ervin          | vadkacsa     |
| Serge                  | Danny Mann           | Kassai Károly       | vadkacsa     |
| McMóki                 | Andre Sogliuzzo      | Reviczky Gábor      | mókus        |
| Allistair              | Dana Snyder          | Bolba Tamás         | láma         |
| Gisela                 | Karley Scott Collins | Kardos Lili         | szarvasgida  |
| Giselita               | Ciara Bravo          | Kiss Bernadett      | szarvasgida  |
| Elvis                  | Harrison Fahn        | Bogdán Gergő        | szarvasgida  |
| Pindur                 | Cody Cameron         | Hamvas Dániel       | tacskó       |
| Fifi                   | Crispin Glover       | Dolmány Attila      | törpe uszkár |
| Roberto                | Steve Schirripa      | Takátsy Péter       | basset hound |
| Stanley                | Fred Stoller         | Bácskai János       | macska       |
| Roger                  | Sean Mullen          | Varga Rókus         | macska       |
| Bobbie, Pindur gazdája | Georgia Engel        | Pogány Judit        | ember        |
| Benzinkutas            | Jeff Bennett         | Elek Ferenc         | ember        |
| Rosie                  | Nika Futterman       | Menszátor Magdolna  | borz         |
| Maria                  | Michelle Murdocca    | Grúber Zita         | borz         |
| Öreg bohóc             | –                    | Csuha Lajos         | ember        |
| Orosz cirkuszigazgató  | –                    | Törköly Levente     | ember        |
| Stu                    | –                    | Rosta Sándor        | ember        |
| Artista kutya          | –                    | Schneider Zoltán    | kutya        |
| Artista kandúr         | –                    | Pipó László         | macska       |